# Étiquette bagage
 (juin 2023).
Si vous disposez d'ouvrages ou d'articles de référence ou si vous connaissez des sites web de qualité traitant du thème abordé ici, merci de compléter l'article en donnant les références utiles à sa vérifiabilité et en les liant à la section « Notes et références ».
 (juin 2023).
La mise en forme du texte ne suit pas les recommandations de Wikipédia : il faut le « wikifier ».
Les points d'amélioration suivants sont les cas les plus fréquents. Le détail des points à revoir est peut-être précisé sur la page de discussion.
- Les titres sont pré-formatés par le logiciel. Ils ne sont ni en capitales, ni en gras.
- Le texte ne doit pas être écrit en capitales (les noms de famille non plus), ni en gras, ni en italique, ni en « petit »…
- Le gras n'est utilisé que pour surligner le titre de l'article dans l'introduction, une seule fois.
- L'italique est rarement utilisé : mots en langue étrangère, titres d'œuvres, noms de bateaux, etc.
- Les citations ne sont pas en italique mais en corps de texte normal. Elles sont entourées par des guillemets français : « et ».
- Les listes à puces sont à éviter, des paragraphes rédigés étant largement préférés. Les tableaux sont à réserver à la présentation de données structurées (résultats, etc.).
- Les appels de note de bas de page (petits chiffres en exposant, introduits par l'outil «  Source ») sont à placer entre la fin de phrase et le point final[comme ça].
- Les liens internes (vers d'autres articles de Wikipédia) sont à choisir avec parcimonie. Créez des liens vers des articles approfondissant le sujet. Les termes génériques sans rapport avec le sujet sont à éviter, ainsi que les répétitions de liens vers un même terme.
- Les liens externes sont à placer uniquement dans une section « Liens externes », à la fin de l'article. Ces liens sont à choisir avec parcimonie suivant les règles définies. Si un lien sert de source à l'article, son insertion dans le texte est à faire par les notes de bas de page.
- La présentation des références doit suivre les conventions bibliographiques. Il est recommandé d'utiliser les modèles {{Ouvrage}}, {{Chapitre}}, {{Article}}, {{Lien web}} et/ou {{Bibliographie}}. Le mode d'édition visuel peut mettre en forme automatiquement les références.
- Insérer une infobox (cadre d'informations à droite) n'est pas obligatoire pour parachever la mise en page.

Pour une aide détaillée, merci de consulter Aide:Wikification.
Si vous pensez que ces points ont été résolus, vous pouvez retirer ce bandeau et améliorer la mise en forme d'un autre article.
Pour les articles homonymes, voir Étiquette.

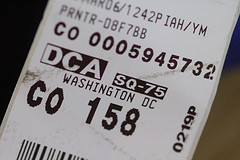
Exemple de code d'aéroport IATA imprimé sur une étiquette bagage, indiquant DCA (Ronald Reagan Washington National Airport).

Les étiquettes bagages, également connues sous le nom d'étiquettes de bagages, sont traditionnellement utilisées par les transporteurs de bus, de train et d'avion pour acheminer les bagages enregistrés jusqu'à leur destination finale. Le talon du passager est généralement remis au passager ou attaché à l'enveloppe du billet :
1. d'aider le passager à identifier son bagage parmi des bagages similaires au carrousel à bagages de destination ;
2. comme preuve - toujours demandée dans quelques aéroports - que le passager ne sort pas le bagage de quelqu'un d'autre de la salle de récupération des bagages ;
3. comme moyen pour le passager et le transporteur d'identifier et de retracer un bagage spécifique qui s'est égaré et n'a pas été livré à destination. La responsabilité des transporteurs est limitée aux tarifs publiés et aux accords internationaux.

## Histoire

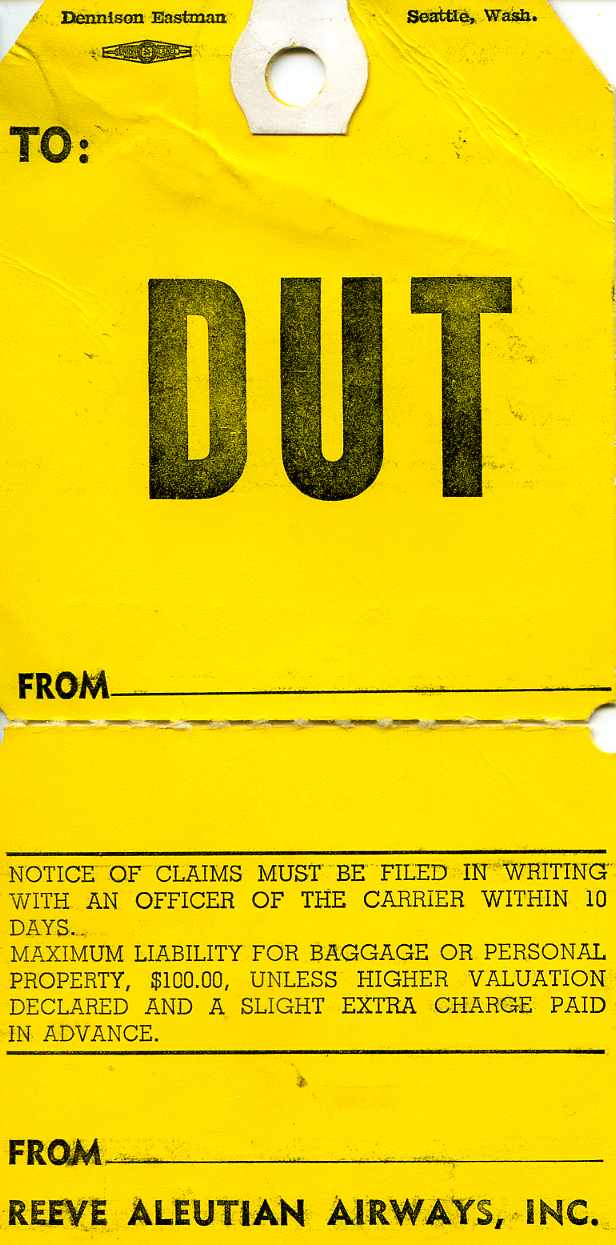
Étiquette bagage pour un vol de 1972 vers l'aéroport d'Unalaska sur Reeve Aleutian Airways

### Invention
Le premier "ticket de coupon séparable" a été breveté par John Michael Lyons de Moncton, au Nouveau-Brunswick, le 5 juin 1882. Le billet indiquait la gare de départ, la destination et un numéro consécutif pour référence. La moitié inférieure du billet était remise au passager, tandis que la moitié supérieure, avec un trou en haut, était insérée dans un manchon en laiton puis attachée au bagage par une sangle,.
Plus tard, des étiquettes en papier renforcées ont été introduites. Celles-ci sont conçues pour ne pas se détacher aussi facilement que les anciennes étiquettes pendant le transport.

### Convention de Varsovie
La Convention de Varsovie de 1929, plus précisément l'article quatre, a établi les critères d'émission d'un bulletin de bagages. Cet accord a également établi la limite de responsabilité sur les bagages enregistrés.

### Anciennes étiquettes bagage
Avant les années 1990, les étiquettes de bagages des compagnies aériennes consistaient en une étiquette en papier attachée avec une ficelle.
L'étiquette contenait des informations de base :
- Le nom de la compagnie aérienne ou du transporteur,
- Le numéro de vol,
- Le numéro d'étiquette de bagage (composé du code de la compagnie aérienne à deux lettres et de six chiffres),
- Le code de l'aéroport de destination.

Ces étiquettes sont devenues obsolètes car elles offraient peu de sécurité et étaient faciles à reproduire.

### Étiquettes bagage actuelles
Les étiquettes bagage actuelles incluent un code à barres de type entrelacée 2 sur 5. Ces étiquettes bagage sont imprimées à l'aide d'une imprimante à code-barres sur un papier thermique adhésif. Cette bande imprimée est ensuite fixée sur le bagage lors de l'enregistrement, permettant un tri automatisé des bagages par des lecteurs de code-barres.
Il existe deux façons de lire les étiquettes de bagages à code-barres : les scanners portatifs et les réseaux en ligne. Des réseaux en ligne sont intégrés au système de convoyage de bagages et utilisent un réseau de lasers ou de caméras pour permettre une lecture des étiquettes à 360 degrés. En effet la lecture sous plusieurs angles est nécessaire car les bagages et l'orientation de l'étiquette de code à barres peuvent changer lorsque le bagage se déplace dans le système. Actuellement, les systèmes caméras remplacent les lasers en raison de leur meilleure performance. Les caméras ont tendance à avoir une meilleure capacité à lire les étiquettes endommagées ou pliées. Les systèmes utilisant des caméras ont généralement de meilleurs taux de lecture que ceux utilisant des lasers - jusqu'à 99,5 % dans des conditions idéales.
L'une des limites des systèmes de lecture est que, pour lire les codes à barres par le dessous, plusieurs lasers ou caméras sont placés au niveau de l'espace entre les convoyeurs sous les tapis. En raison de l'accumulation fréquente de débris et de poussière, le taux de lectures réussies a tendance à diminuer, bien que les systèmes de caméra améliorent la probabilité de lire les étiquettes à partir de cette position en raison des algorithmes utilisés.
Fréquemment, le « taux de lecture », le pourcentage d'étiquettes code à barres lues avec succès par ces portiques d'identification, peut diminuer jusqu'à atteindre 85 %. Cela signifie que plus d'une étiquette de bagage à code-barres sur dix n'est pas lue avec succès. Ces sacs sont alors détournés par le système pour une lecture manuelle, ce qui entraîne un travail supplémentaire pour traiter le bagage et des retards.
Pour les vols au départ d'un aéroport international au sein de l'Union européenne, les étiquettes bagage sont émises avec des bords verts. Ainsi, les passagers ont la possibilité de récupérer ces bagages via un chemin séparé aux douanes s'ils arrivent dans un autre aéroport de l'Union européenne. Ce chemin est appelé « canal bleu » ou alternativement « canal vert ».

### Avenir des étiquettes bagage
Les codes-barres ne peuvent cependant pas être lus de manière automatique sans une vue directe sur le code-barre et une impression correcte. En raison des problèmes de lecture avec des codes-barres mal imprimés, obscurcis, froissés, rayés ou endommagés d'une quelconque manière, certaines compagnies aériennes ont commencé à utiliser des puces d'identification par radiofréquence (RFID) intégrées dans les étiquettes.
Aux États-Unis, l'aéroport international McCarran a installé un système RFID dans tout l'aéroport. L'aéroport international de Hong Kong a également installé un système RFID. Au fur et à mesure, d'autres grands aéroports installent des systèmes de lecture pour étiquettes RFID même si les compagnies aériennes n'utilisent pas encore toutes la fonctionnalité. L'Association internationale du transport aérien (IATA) travaille à la normalisation des étiquettes RFID pour bagages.
British Airways teste actuellement des étiquettes de bagages électroniques réutilisables dotées de la technologie du papier électronique. Le passager s'enregistre à l'aide de l'application pour smartphone de British Airways puis tient le smartphone près de l'étiquette. Via la technologie NFC, les détails du vol et le code-barres sont transmis à l'étiquette. Étant donné que l'étiquette utilise du papier électronique, la batterie n'a besoin d'alimenter l'étiquette que pendant la transmission des données.
Fast Travel Global Ltd a développé un produit d'étiquette bagage électronique réutilisable appelé eTag,. Il s'agit également d'un support électronique sur papier mais il n'est pas limité à une seule compagnie aérienne. Le passager s'enregistrera à l'aide de l'application pour smartphone d'une compagnie aérienne prise en charge et enverra les informations de vol pertinentes à la balise via Bluetooth Low Energy.
Qantas a introduit les Q Bag Tags en 2011. Contrairement aux balises British Airways, elles ne comportent pas d'écran, ce qui signifie qu'il n'y a pas de code-barres à scanner. Cela a limité l'utilisation des balises aux vols intérieurs en Australie sur le réseau Qantas. Les étiquettes étaient initialement données gratuitement aux membres du programme Qantas Frequent Flyer avec le statut Silver, Gold ou Platinum. Les étiquettes peuvent également être achetées pour 29,95 $ A.
Au cours des dernières années, de nombreuses initiatives ont été lancées pour développer des étiquettes bagage électroniques, tant par des sociétés technologiques indépendantes que par certaines compagnies aériennes. Les principaux avantages des étiquettes bagage électroniques sont la facilité d'utilisation par les passagers, le gain de temps en évitant les files d'attente à l'aéroport, l'amélioration des taux de lecture par rapport aux étiquettes bagage imprimées et, à mesure que les étiquettes de bagages électroniques sont adoptées, une réduction importante du coût opérationnel pour les compagnies aériennes.
La première entreprise à se lancer avec succès a été Rimowa  en partenariat avec Lufthansa en mars 2016. Le concept d'étiquettes électroniques pour les bagages a gagné du terrain après ce lancement. Le 9 janvier 2018, Lufthansa a présenté une nouvelle étiquette de bagage électronique à ses passagers, BAGTAG. BAGTAG  est la première étiquette de sac électronique opérationnelle entièrement sécurisée qui peut être attachée à n'importe quelle valise et qui intègre la technologie d'identification par radiofréquence.

## Identification
Les premiers systèmes automatisés de tri des bagages ont été développés dans les années 1980 par Eastern Air Lines dans leur hub de l'aéroport international de Miami. D'autres compagnies aériennes ont rapidement suivi avec leurs propres systèmes, notamment United Air Lines, TWA, Delta et American Airlines. Aucun de ces systèmes n'était interchangeable. Dans certains systèmes, le code à barres était utilisé pour représenter un code d'aéroport de destination à trois lettres, et dans d'autres, il s'agissait d'un symbole de tri à deux chiffres indiquant au système à quel quai livrer le sac.
À la suite de l'attentat à la bombe contre le vol 182 d'Air India le 23 juin 1985, l'industrie du transport aérien, dirigée par IATA, a convoqué le groupe de travail sur la sécurité des bagages (BSWG) pour modifier les normes internationales et exiger le rapprochement des bagages des passagers. Le président du BSWG, John Vermilye d'Eastern Airlines, a proposé que l'industrie adopte le système de plaques d'immatriculation, déjà éprouvé.
Ce concept utilisait un code-barres pour définir le numéro d'étiquette de bagage. Lors de l'enregistrement, ce numéro était associé aux détails du passager, y compris le numéro de vol, la destination, les informations de transfert et même la classe de service pour indiquer le traitement prioritaire.
En collaboration avec Allen Davidson de Litton Industries, avec qui Eastern avait développé le concept de plaque d'immatriculation, le BSWG a adopté ce système comme norme industrielle commune pour le rapprochement des bagages des passagers. Initialement, le code-barres, ou plaque d'immatriculation, était utilisé pour faire correspondre les bagages avec les passagers, garantissant que seuls les bagages des passagers qui avaient effectivement embarqué sur le vol étaient transportés dans l'avion. Cette norme a été adoptée par la résolution IATA en 1987.
En 1989, le concept de plaque d'immatriculation a été élargi pour devenir également la norme de l'industrie pour le tri automatisé des bagages. Les codes-barres ont été agrandis pour faciliter la lecture automatisée. Le code à barres était représenté dans deux orientations différentes ou en forme de "T", appelée représentation "orthogonale".
La plaque d'immatriculation est le numéro d'index reliant le Baggage Source Message (BSM), envoyé par le système de contrôle des départs d'un transporteur, au système de traitement des bagages de l'aéroport. Ce message (BSM) contient les détails du vol et les informations sur les passagers. Chaque chiffre de la plaque d'immatriculation a une signification spécifique. Le système automatisé de traitement des bagages scanne les codes-barres sur les étiquettes du transporteur et trie les bagages en conséquence. Le numéro de plaque d'immatriculation et le BSM sont essentiels pour le tri automatisé des bagages.
La plaque d'immatriculation lisible par l'homme aura un code de transporteur IATA à deux ou trois chiffres. Par exemple, il peut s'agir de "BA728359" ou de "0125728359". "BA" serait le code IATA à deux caractères de British Airways ) et "125" serait le code de transporteur IATA à trois chiffres. Néanmoins, le code-barres sera toujours composé des dix chiffres complets.
Le premier chiffre de la plaque d'immatriculation à dix chiffres ne fait pas partie du code du transporteur. Il peut être compris entre zéro et neuf.
Zéro correspond aux balises interlignes ou en ligne, un aux balises de secours et deux aux balises « urgentes ».
Les étiquettes de secours sont des étiquettes pré-imprimées ou imprimées à la demande destinées à être utilisées uniquement par le système de traitement des bagages de l'aéroport. Ces étiquettes sont utilisées lorsqu'il y a un problème de communication entre le système de contrôle des départs du transporteur et le système de traitement des bagages de l'aéroport (tel que défini dans la pratique recommandée 1740b de l'IATA).
Un bagage « rush » est un bagage qui a raté son vol d'origine et qui est transporté maintenant sans que le passager soit dans le même vol.
L'objectif des numéros compris entre trois et neuf n'est pas défini par l'IATA, mais ils peuvent être utilisés par chaque transporteur pour ses propres besoins spécifiques. Le premier chiffre est couramment utilisé comme indicateur de million pour le numéro d'étiquette normal à six chiffres.
Outre le numéro de plaque d'immatriculation, l'étiquette comporte également :
- Le nom de l'aéroport d'arrivée,
- L'heure de départ,
- Le code IATA de l'aéroport d'arrivée,
- Le code de la compagnie aérienne et numéro de vol,
- Le nom du passager identifié avec le bagage (Nom, Prénom).